# 9 de noviembre
El 9 de noviembre es el 313.º (tricentésimo decimotercer) día del año en el calendario gregoriano y el 314.º en los años bisiestos. Quedan 52 días para finalizar el año.

## Acontecimientos
- 324: en Roma (Italia), el papa Silvestre I consagra la Archibasílica del Salvador y de los santos Juan Bautista y Juan Evangelista.
- 694: en el Reino visigodo de Toledo (España) se realiza el XVII Concilio de Toledo. El rey Égica acusa a los judíos de ayudar a los musulmanes, y los sentencia a la esclavitud.
- 1025: Después de que el califa de Córdoba Muhámmad III huyera de la ciudad disfrazado de mujer, Yahya al-Muhtal toma el control y se proclama califa por segunda vez.

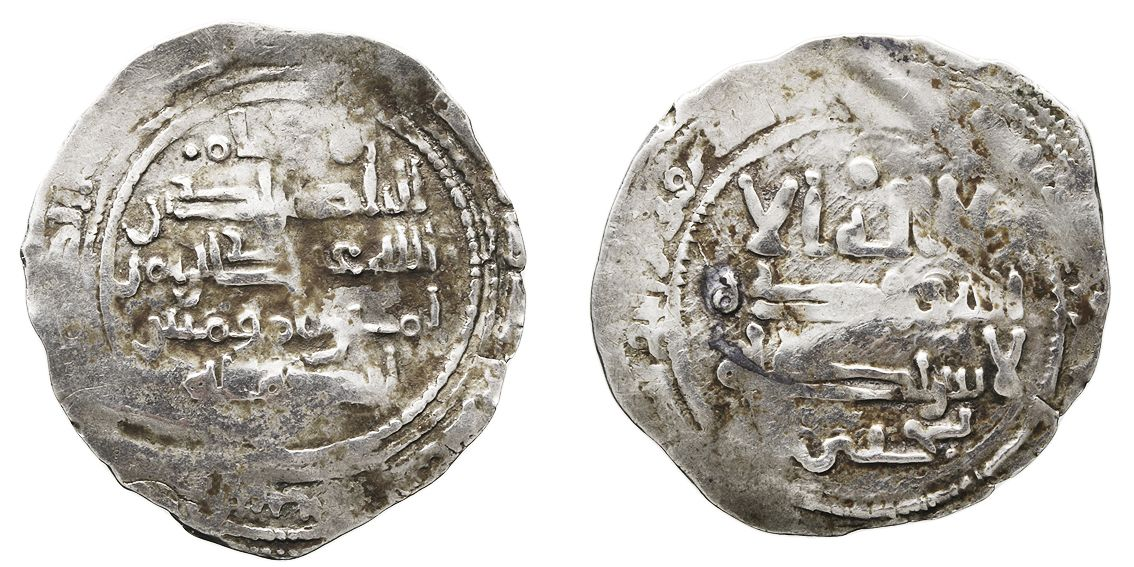
Dírham de plata acuñado durante el reinado de Yahya al-Muhtal.

- 1282: Alfonso X de Castilla, llamado el Sabio, deshereda a su segundo hijo con derecho al trono, el infante don Sancho, en el Alcázar de Sevilla, tras sublevarse éste contra aquél, a la muerte del primogénito del monarca, Fernando de la Cerda.[1]
- 1313: Luis de Baviera derrota a su primo Federico el Hermoso en la batalla de Gamelsdorf.
- 1375: en Castillo de Garcimuñoz (España), Alfonso de Aragón, primer marqués de Villena, otorga el Privilegio de Villazgo a Albacete.
- 1417: muere el rey nazarí de Granada Yusuf III, y le sucede Muhammad VIII.
- 1441: en España, la localidad de Antequera es declarada ciudad por una real cédula.
- 1506: en Córdoba (España), los habitantes de la ciudad asaltan el Alcázar para linchar al inquisidor Lucero El Tenebroso, quien había sembrado un régimen de terror por perseguir y condenar indiscriminadamente a personas de todas las clases sociales acusadas de practicar el judaísmo.
- 1539: en Perú se funda la localidad de Camaná.
- 1620: frente a las costas de Cape Cod (Massachusetts), los peregrinos a bordo del barco Mayflower ven tierra.
- 1697: en Italia, el papa Inocencio XII funda la localidad de Cervia.
- 1720: en Jerusalén, la sinagoga de Yehudah he-Hasid (activista polaco que hizo una gran migración de judíos polacos a Israel) es quemada por fanáticos musulmanes, que lleva al exilio de los askenazi de Israel.
- 1770: en Nueva Orleans el gobernador ilustrado español-estadounidense Luis de Unzaga y Amézaga compilará sus Ordenanzas, código pionero y referente jurídico para los futuros Estados Unidos.
- 1799: en Francia, Napoleón derroca al Directorio (18 de Brumario), establece el consulado y se convierte en el primer cónsul francés.
- 1848: en Viena (Austria) el Gobierno imperial ejecuta al demócrata alemán Robert Blum.Pintura de Carl Constantin Heinrich Steffeck de la ejecución de Robert Blum, 1848.

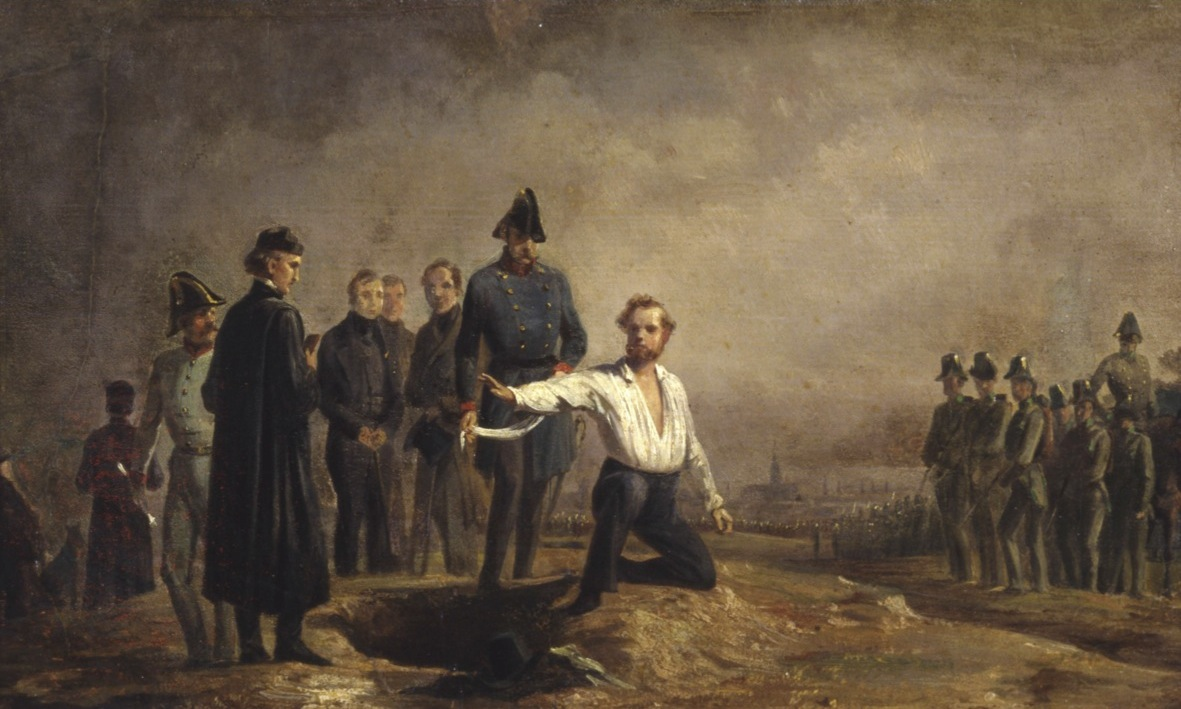
Pintura de Carl Constantin Heinrich Steffeck de la ejecución de Robert Blum, 1848.

- 1857: en Boston se funda la revista The Atlantic.
- 1863: en República Dominicana, el comandante del ejército español Valeriano Weyler, al mando de una tropa de 150 soldados, pierde la posición del río Jaina tras tres días de lucha contra 500 milicianos independentistas. Se retira sin abandonar muertos, heridos ni material. Por dicha acción se le concederá la Cruz Laureada de San Fernando.
- 1867: en Japón, el emperador derroca al shogunado Tokugawa, iniciando la Restauración Meiji.
- 1872: en los Estados Unidos sucede el Gran Incendio de Boston. Mueren al menos 30 personas.
- 1879: en Lima (Perú), los plenipotenciarios jurisconsultos de Argentina, Bolivia, Chile, Costa Rica, Ecuador, Perú y Venezuela firman un tratado para unificar la legislación americana.
- 1888: en Whitechapel (en el East End londinense), Mary Jane Kelly, quinta y última víctima de Jack el Destripador, es asesinada en su habitación de Miller's Court.
- 1897: el sacerdote católico alemán Lorenz Werthmann funda en la ciudad de Colonia la organización Caritas.
- 1900: en Madrid (España), se inaugura del I Congreso Hispanoamericano.
- 1909: en Madrid (España), un incendio iniciado en las calderas provoca la destrucción del Teatro de la Zarzuela.
- 1913: en la región de los Grandes Lagos (entre Canadá y los Estados Unidos) sucede el Gran Ciclón de los Grandes Lagos de 1913, el mayor desastre natural ocurrido en la región. Destruye 19 barcos y mata a más de 250 personas.
- 1917: en Argentina se estrena la primera película de animación hecha en el mundo, El apóstol.
- 1918: en el cierre de la Primera Guerra Mundial, debido a la derrota de Alemania, el emperador Guillermo II abdica la corona. Comienza la Primera República alemana.
- 1921: en el Congreso de Ingenieros Civiles reunido en Francia, Henri Bresier presenta un proyecto de túnel bajo el estrecho de Gibraltar.
- 1923: en Alemania fracasa el Putsch de Múnich organizado por Adolf Hitler y Erich Ludendorff.Múnich durante el Putsch.

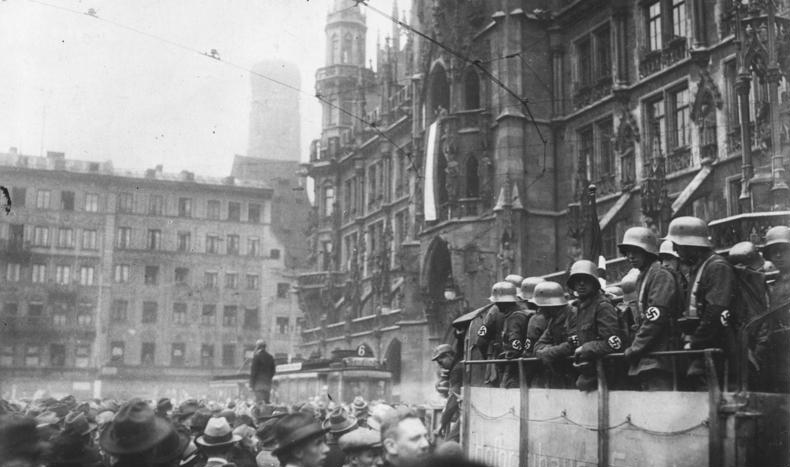
Múnich durante el Putsch.

- 1932: toca tierra en Cuba el huracán de Camagüey, categoría 5 ―que el día anterior generó una marejada ciclónica que mató 110 personas en la isla Caimán Brac― que mata a unas 3033 personas en las provincias de Camagüey, Ciego de Ávila y Las Tunas. Fue el huracán más letal que llegó a la isla. Solo en la ciudad de Santa Cruz del Sur (Camagüey), una marejada ciclónica de 6 metros mata a 2500 personas.[2]
- 1934: en Buenos Aires (Argentina) se inaugura la tercera línea del subterráneo porteño, la Línea C.
- 1937: en China, los japoneses ocupan la ciudad de Shanghái.
- 1938: en Alemania, los nazis detienen y destruyen las propiedades de más de 35.000 judíos en la Noche de los Cristales Rotos.
- 1940: en Barcelona (España) se estrena el Concierto de Aranjuez de Joaquín Rodrigo.
- 1953: Camboya se independiza de Francia.
- 1961: en Argentina se crea el Centro de Ensayos en Vuelo de la Fuerza Aérea sobre la base de la Jefatura de Vuelos de la Fábrica Militar de Aviones y del Departamento Ensayos en Vuelo del Instituto de Investigaciones Aeronáuticas y Espaciales.[3]
- 1965: una interrupción en el suministro eléctrico durante 12 horas afecta a siete estados del noreste de los Estados Unidos y dos provincias de Canadá, suceso conocido como el Gran Apagón, que afectó a 30 millones de personas.
- 1965: frente al edificio de las Naciones Unidas, en Nueva York, un miembro de Movimiento del Trabajador Católico llamado Roger Allen LaPorte (de 22 años) se suicida prendiéndose fuego como protesta por la guerra de Vietnam.
- 1966: Dicen que Paul McCartney, integrante de The Beatles, muere este día y tiene un doble que termina tocando con dicha banda.
- 1967: desde Cabo Kennedy (Florida) la NASA lanza la nave no tripulada Apolo 4 mediante un cohete Saturno V.
- 1967: en Estados Unidos se edita el primer número de la revista Rolling Stone.
- 1968: en la Comunidad Económica Europea entra en vigor el acuerdo sobre libre circulación de los trabajadores entre los países miembros.
- 1979: un error humano pone a Estados Unidos en prealerta general para la guerra termonuclear.
- 1981: en Buenos Aires (Argentina) se realiza la primera manifestación popular contra el dictadura militar argentina desde el golpe de 1976.
- 1982: en Afganistán, una emboscada de los muyahidines asesina a más de mil jóvenes trabajadores desarmados.
- 1983: en España, el Consejo de Ministros aprueba el proyecto de ley sobre objeción de conciencia y la prestación social sustitutoria.
- 1984: en España, el Gobierno aprueba nuevas normas por las que el servicio militar durará doce meses y comenzará a los diecinueve años.
- 1985: en Moscú, el soviético Gari Kaspárov de 22 años se erige campeón mundial de ajedrez al derrotar a su compatriota Anatoly Karpov.
- 1988: en dos túneles separados a 289 metros bajo tierra, en las áreas U3lk y U6i del Sitio de pruebas atómicas de Nevada (a unos 100 km al noroeste de la ciudad de Las Vegas), a las 12:15 (hora local), Estados Unidos detona simultáneamente sus bombas atómicas Monahans 1 y 2, de menos de 20 kilotones respectivamente. Son las bombas n.º 1083 y 1084 de las 1132 que Estados Unidos detonó entre 1945 y 1992.

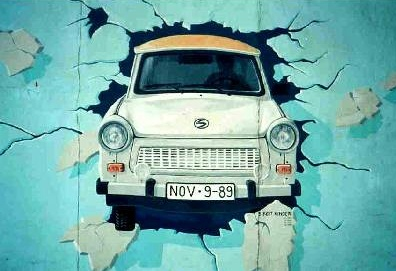
Pintura en el Muro de Berlín conmemorando el día de su caída.

- 1988: se estrena en cines de Estados Unidos la película de terror Child's Play (Chucky: el muñeco diabólico).
- 1989: la República Democrática Alemana decide la apertura de sus fronteras a Occidente, conocida como la caída del Muro de Berlín.[4]
- 1990: en Nepal se dicta una nueva Constitución que restaura la democracia.

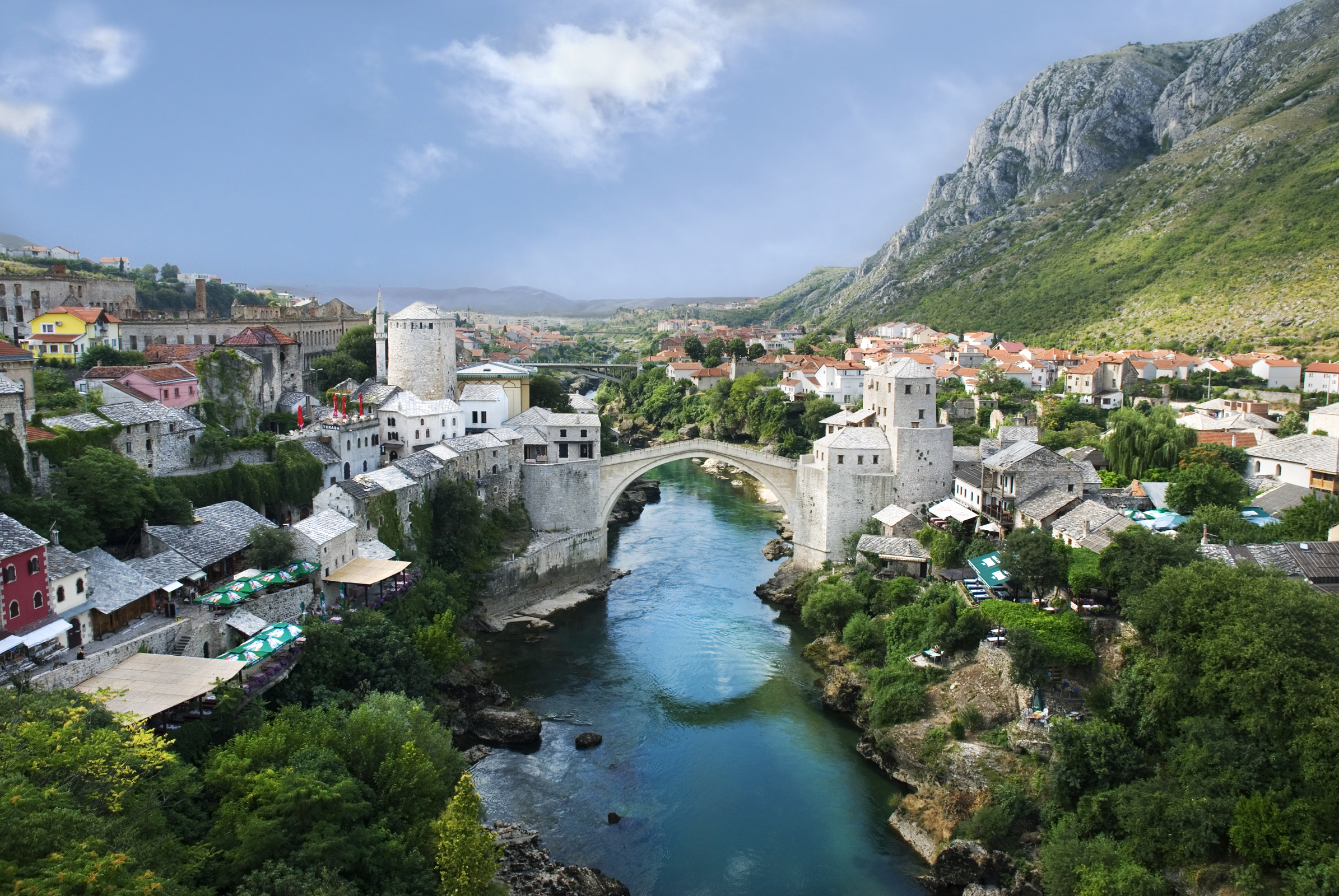
El Viejo Puente de Mostar, en Bosnia, reconstruido en 2003 tras la Guerra de Bosnia.

- 1993: en la localidad de Mostar (Bosnia), tras varios días de bombardeo ―en el marco de la Guerra de Bosnia― se cae el puente Stari Most, construido en 1566. Será reconstruido en 2003.
- 1994: en la Compañía para la Investigación de Iones Pesados, en Darmstadt (Alemania) se descubre un nuevo elemento químico: el darmstadio.
- 1997: en la isla de Margarita (Venezuela) se clausura la VII Cumbre Iberoamericana.
- 1997: en Canadá se perpetra la Traición de Montreal.
- 1998: en España, Christianne Fando, la abogada de los presos de la banda terrorista ETA en las negociaciones de Argel en 1987, declara tras diez años de silencio que se pactó amnistiar a los presos etarras y a los del GAL.
- 1998: el Servicio Jurídico del Consejo de la Unión Europea opina que España puede mantener el Fondo de Cohesión.
- 1998: en los Estados Unidos, un juez federal condena a 37 casas de bolsa a pagar 1030 millones de dólares estadounidenses a inversionistas estafados de NASDAQ para compensar la fijación de precios. Se trata del mayor arreglo civil en la historia de ese país.
- 1998: en Reino Unido, Tony Blair apoya al ministro que tuvo que declarar públicamente su homosexualidad para evitar ser chantajeado.
- 1998: en Reino Unido se abole completamente la pena de muerte, que estaba abolida solo para casos de asesinato.
- 1998: la Unión Europea debate un plan urgente para reconstruir Centroamérica.
- 1999: en España, José María Aznar destituye a los altos cargos que se beneficiaron de contratos del AVE, entre ellos, familiares del presidente de Renfe.
- 1999: en la reunión de la Internacional Socialista se pudo observar que se encuentra dividida entre la Tercera Vía de Tony Blair y la izquierda humanista de Lionel Jospin.
- 1999: en la Unión Europea se limita a un máximo de dos meses el periodo de convivencia del euro con las monedas nacionales.
- 1999: a unos kilómetros de Uruapan (México) se accidenta un vuelo de la aerolínea TAESA: mueren 18 personas.
- 2000: en España, denuncian a Pepe Rei por el vídeo en el que justifica el asesinato de José Luis López de Lacalle.
- 2000: España cierra sus fronteras a las reses reproductoras procedentes de Francia e Irlanda debido al mal de las vacas locas.
- 2005: en Amán (Jordania), suceden los atentados de 2005 en Amán: fanáticos musulmanes realizan ataques suicidas en tres hoteles. Mueren al menos 67 personas.
- 2005: desde el cosmódromo de Baikonur (en Kazajistán), la Agencia Espacial Europea lanza la sonda espacial Venus Express rumbo a Venus.
- 2010: Bon Jovi publica su segundo álbum recopilatorio, Greatest Hits.
- 2012: es publicado el álbum Lotus de Christina Aguilera.
- 2012: Justin Welby es nombrado 105.º arzobispo de Canterbury.
- 2013: en Rusia, María Gabriela Isler es coronada como Miss Universo siendo la séptima venezolana en ganar el certamen.
- 2014: en Cataluña (España), Artur Mas organiza una votación sobre la independencia de la región.
- 2016: en Estados Unidos, Donald Trump gana las elecciones presidenciales y se proclama 45.º presidente de los Estados Unidos.
- 2019: en Paraguay, se hace la primera final única de fútbol internacional de la Copa Sudamericana y Conmebol que la terminaría ganando el club Independiente del Valle por 3 a 1.
- 2020: en Perú, el Congreso de la República destituye con 105 votos a favor al presidente Martín Vizcarra tras dos años de mandato.
- 2020: en Corea del Sur, el sixteto GFriend lanza su tercer álbum de estudio coreano 回:Walpurgis Night, siendo la canción principal titulada "MAGO".
- 2021: se estrena oficialmente para todo el público el videojuego Forza Horizon 5 inspirado en México.
- 2021: la cápsula Endeavour, de la misión SpaceX Crew-2, ameriza en el golfo de México, con sus tripulantes Robert S. Kimbrough, K. Megan McArthur, Akihiko Hoshide y Thomas Pesquet. Por primera vez una cápsula Dragon reutilizada, fue portada por cohetes Falcon 9 reutilizados.
- 2022: En la guerra de Ucrania las tropas rusas anuncian su retirada de la orilla occidental del Dniéper, propiciando la reconquista ucraniana de la importante ciudad de Jersón.

## Nacimientos

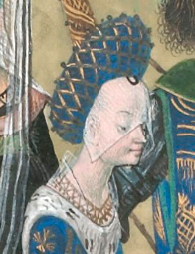
Isabel de Francia.

- 1389: Isabel de Valois, reina consorte de Inglaterra, esposa de Ricardo II de Inglaterra (f. 1409).
- 1414: Alberto III Aquiles, príncipe elector del margraviato de Brandenburgo (f. 1486).
- 1455: Juan V de Nassau-Dillenburg, conde de Nassau (f. 1516).
- 1664: Henry Wharton, escritor y bibliotecario inglés (f. 1486).
- 1683: Jorge II, rey británico (f. 1760).
- 1719: Doménico Ponziani, sacerdote y teólogo italiano (f. 1796).
- 1723: Ana Amalia de Prusia, princesa de Prusia (f. 1787)
- 1731: Benjamin Banneker, astrónomo estadounidense (f. 1806).
- 1732: Jeanne Julie Eleonore de Lespinasse, aristócrata francesa (f. 1776).
- 1757: Antonio José Ruiz de Padrón, político español (f. 1823).
- 1773: Thomasine Christine Gyllembourg-Ehrensvärd, escritora danesa (f. 1856).
- 1787: Johann Natterer, naturalista y explorador austríaco (f. 1843).
- 1799: Gustavo Gustavsson de Vasa, príncipe sueco (f. 1877).
- 1808: Antonio Ros de Olano, militar español (f. 1886).

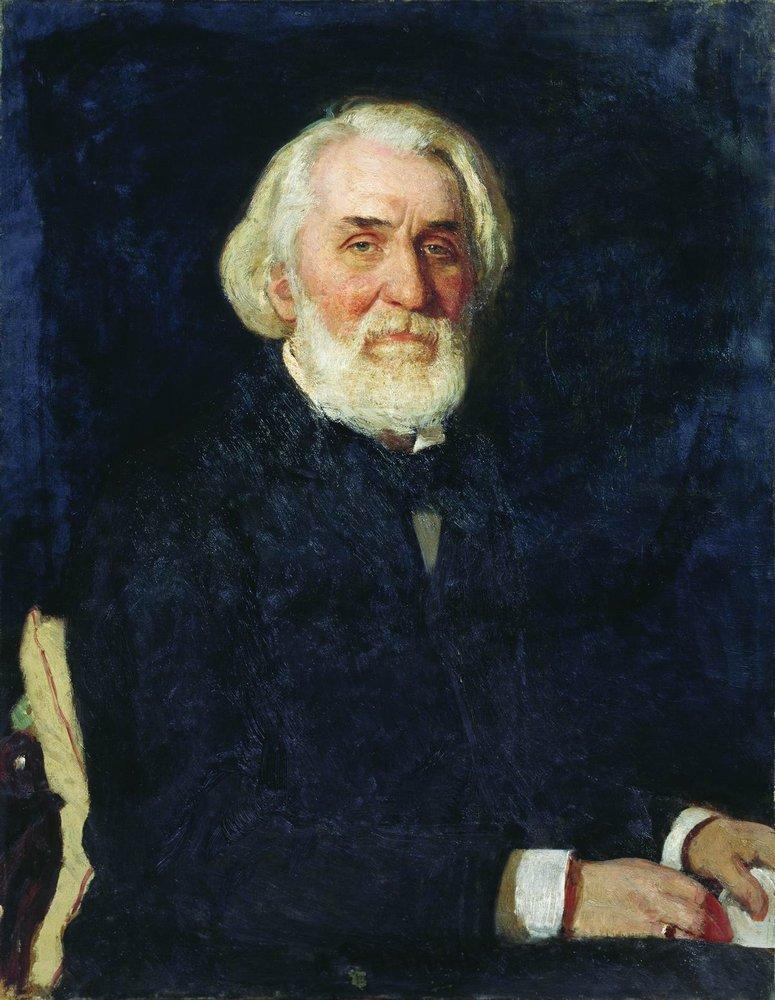
Iván Turguenev.

- 1809: Sinibaldo de Mas, padre del iberismo y primer embajador de España en China (f. 1868).
- 1818: Iván Turguenev, novelista ruso (f. 1883).
- 1825: A. P. Hill, general estadounidense (f. 1865).
- 1832: Emile Gaboriau, escritor francés (f. 1873).
- 1834: Kondō Isami, comandante japonés (f. 1868).
- 1841: Eduardo VII, rey británico (f. 1910).
- 1843: José Meseguer y Costa, religioso español (f. 1920).
- 1850: Ignacio Bolívar, naturalista y entomólogo español (f. 1944).
- 1853: Stanford White, arquitecto estadounidense (f. 1906).
- 1854: Emilio Frers, abogado y político argentino (f. 1923).
- 1858: José María Valle Riestra, músico y compositor peruano (f. 1925)
- 1868: Marie Dressler, actriz canadiense (f. 1934).
- 1870: Magnus Enckell, pintor finlandés (f. 1925).
- 1870: Carlos Padrós, empresario español, cofundador del Real Madrid Club de Fútbol (f. 1950).
- 1872: Fulgencio R. Moreno, periodista, economista, diplomático e historiador paraguayo (f. 1933).
- 1873: Otfrid Förster, neurólogo alemán (f. 1941).
- 1873: Fritz Thyssen, industrial alemán (f. 1951).
- 1874: Julio Romero de Torres, pintor español (f. 1930).
- 1876: Noguchi Hideyo, bacteriólogo japonés (f. 1928).

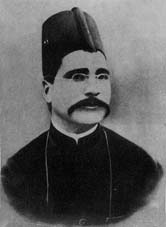
Allama Iqbal.

- 1877: Allama Iqbal, poeta, filósofo y político pakistaní (f. 1938).
- 1877: Enrico De Nicola, político italiano, primer presidente de la República Italiana (f. 1959).
- 1878: Ahn Chang-ho, activista coreano (f. 1938).
- 1880: Giles Gilbert Scott, arquitecto británico (f. 1960).
- 1883: Edna May Oliver, actriz estadounidense (f. 1942).
- 1885: Theodor Kaluza, matemático y físico alemán (f. 1954).
- 1885: Velimir Jlébnikov, escritor ruso (f. 1922).
- 1885: Aureliano Pertile, tenor italiano (f. 1952).
- 1885: Hermann Weyl, matemático alemán (f. 1955).
- 1886: Ed Wynn, actor y comediante estadounidense (f. 1966).
- 1888: Jean Monnet, economista francés (f. 1979).
- 1889: Andrés Saborit, periodista y sindicalista español (f. 1980).
- 1891: Karl Loewenstein, filósofo y politólogo alemán (f. 1973).
- 1892: Mabel Normand, actriz estadounidense (f. 1930).
- 1893: Orestes Caviglia, actor y cineasta argentino (f. 1971).
- 1894: Luis Gallo Porras, político peruano (f. 1972).

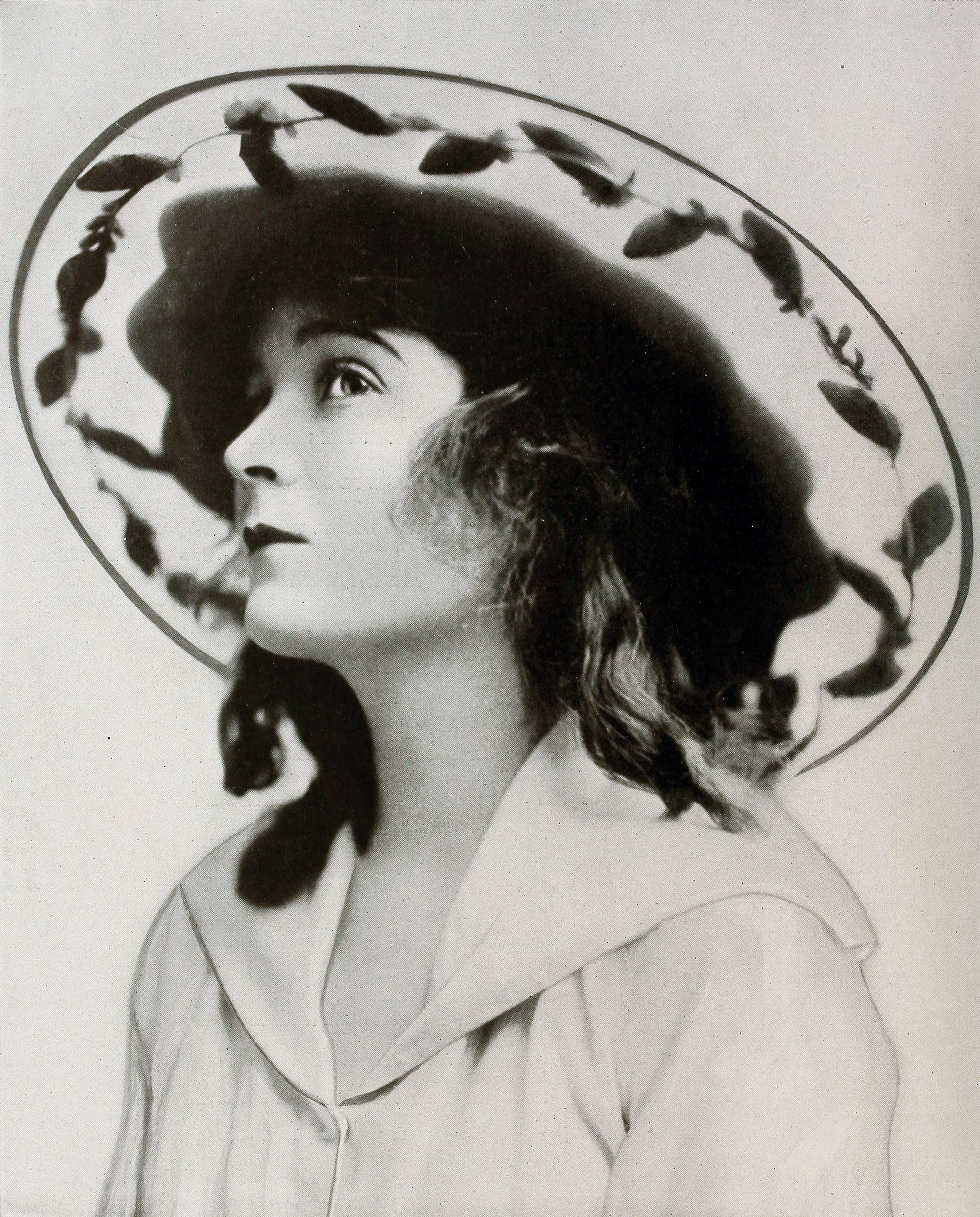
Mae Marsh.

- 1895: Mae Marsh, actriz estadounidense (f. 1968).
- 1897: Ronald George Wreyford Norrish, químico británico, premio nobel de química en 1967 (f. 1978).
- 1898: Owen Barfield, escritor británico (f. 1997).
- 1902: Anthony Asquith, cineasta británico (f. 1968).
- 1903: Francesc Almela i Vives, escritor e historiador español (f. 1967).
- 1903: Josefina Pla, poeta y dramaturga paraguaya de origen español (f. 1999).
- 1904: Viktor Brack, médico nazi alemán (f. 1948).
- 1905: Erika Mann, escritora y actriz alemana (f. 1969).
- 1906: Gordon Stewart Northcott, asesino en serie (f. 1930).
- 1907: Luis Fernando de Prusia, opositor al nazismo y mecenas alemán (f. 1994).
- 1908: Rubén Figueroa Figueroa, político mexicano (f. 1991).
- 1910: Eugenia Sacerdote de Lustig, médica argentina (f. 2011).
- 1910: Chucho Monge, compositor mexicano (f. 1964).
- 1911: Antonio Román, cineasta español (f. 1989).
- 1911: Diná Silveira de Queirós, escritora brasileña (f. 1982).

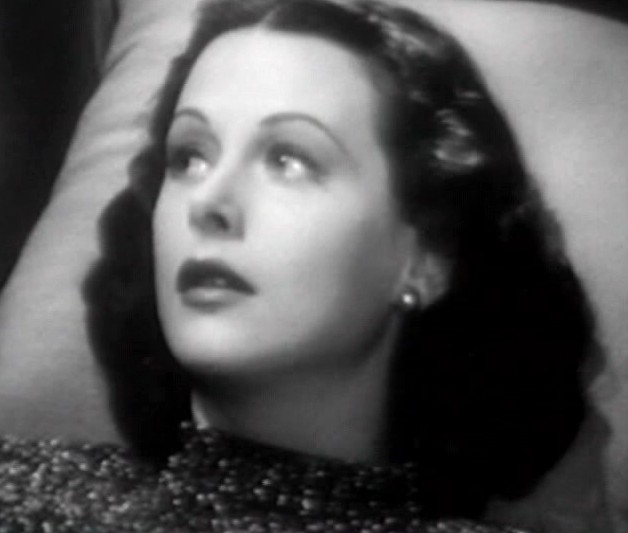
Hedy Lamarr.

- 1914: Hedy Lamarr, actriz, inventora e ingeniera en telecomunicaciones austriaca (f. 2000).
- 1915: Sargent Shriver, político estadounidense (f. 2011).
- 1918: Spiro Agnew, vicepresidente estadounidense entre 1969 y 1973  (f. 1996).
- 1918: Choi Hong Hi, general surcoreano, cofundador del taekwondo (f. 2002).
- 1918: Thomas Ferebee, militar estadounidense, miembro de la tripulación del Enola Gay, que realizó el primer ataque nuclear contra población civil (f. 2000).
- 1920: Héctor Rueda Hernández, arzobispo colombiano (f. 2011).
- 1920: Ālenush Teriān,  astrónoma y física iraní-armenia (f. 2011).
- 1921: Pierrette Alarie, soprano canadiense de ópera (f. 2011).
- 1921: Lauro Olmo, dramaturgo español. (f. 1994).
- 1922: Dorothy Dandridge, actriz estadounidense (f. 1965).
- 1922: Raymond Devos, humorista francés (f. 2006).
- 1922: Imre Lakatos, matemático y filósofo húngaro (f. 1974).
- 1923: Elizabeth Hawley, periodista estadounidense (f. 2018).
- 1923: James Schuyler, poeta estadounidense (f. 1991).
- 1923: Alice Coachman, atleta estadounidense (f. 2014).
- 1924: Robert Frank, fotógrafo suizo (f. 2019).
- 1924: Joy Page, actriz estadounidense (f. 2008).
- 1925: Giovanni Coppa, cardenal italiano (f. 2016).
- 1926: Vicente Aranda, cineasta español (f. 2015).
- 1926: Carlos Blanco Aguinaga, escritor español (f. 2013).
- 1926: Ricardo de la Cierva, historiador español (f. 2015).
- 1926: Luis Miguel Dominguín, torero español (f. 1996).
- 1926: Jesús Fernández Santos, escritor y cineasta español (f. 1988).
- 1926: Rafael Lesmes, futbolista español (f. 2012).
- 1926: Cornelis Zitman, escultor y dibujante neerlandés (f. 2016).
- 1928: Ramiro Otero Lugones, idealista boliviano (f. 2013).
- 1928: Anne Sexton, poeta estadounidense (f. 1974).

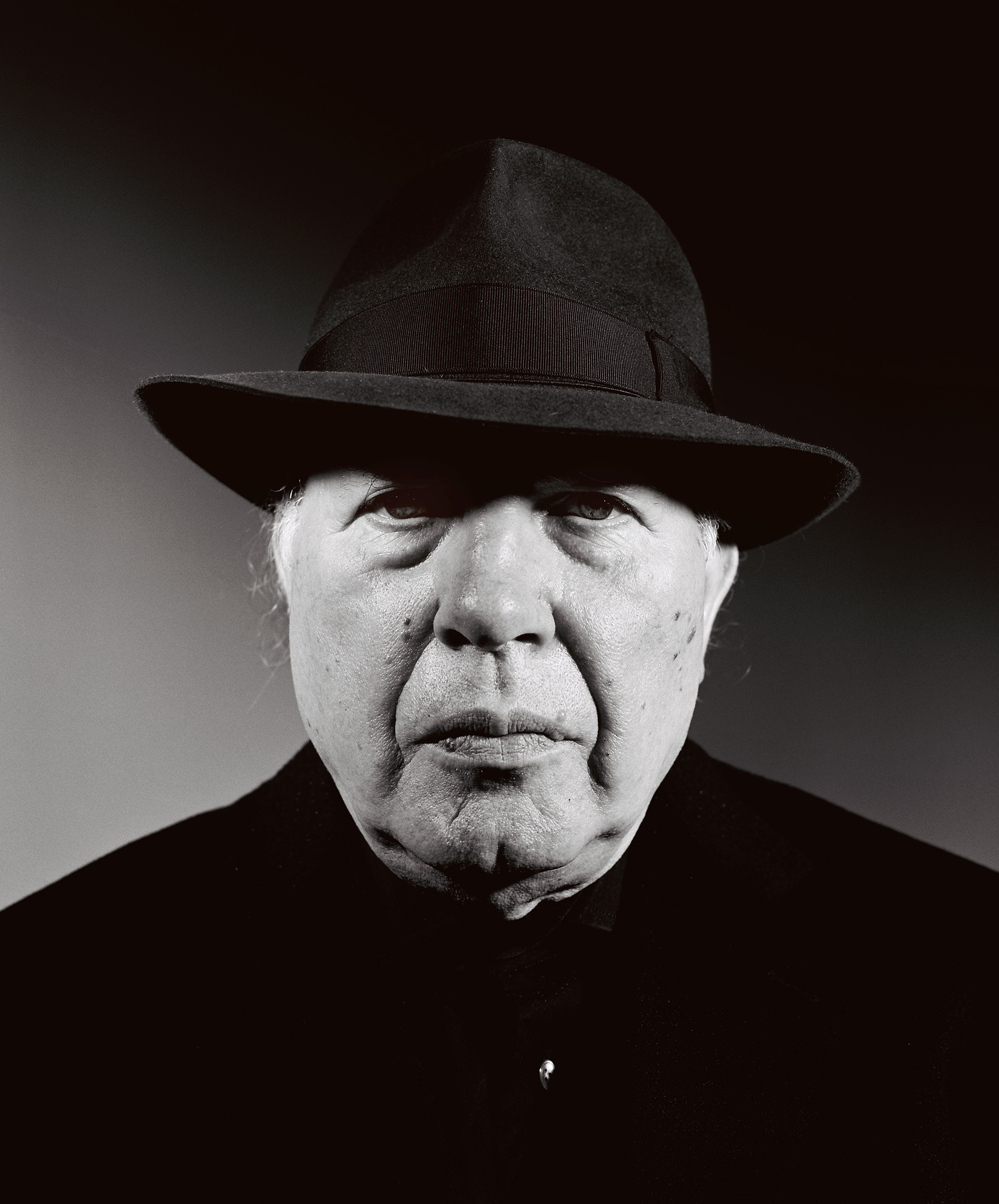
Imre Kertész.

- 1929: Imre Kertész, escritor húngaro, premio nobel de literatura en 2002 (f. 2016).
- 1929: Francisco Norden, cineasta colombiano.
- 1930: Ignacio Ellacuría, teólogo y filósofo español (f. 1989).
- 1930: Paco Morán, actor español (f. 2012).
- 1932: Eduardo Armstrong, fundador y director de la revista Mampato (f. 1973).
- 1932: Frank Selvy, jugador de baloncesto estadounidense.
- 1934: Ingvar Carlsson, político sueco.
- 1934: Ronald Harwood, escritor y dramaturgo sudafricano (f. 2020).

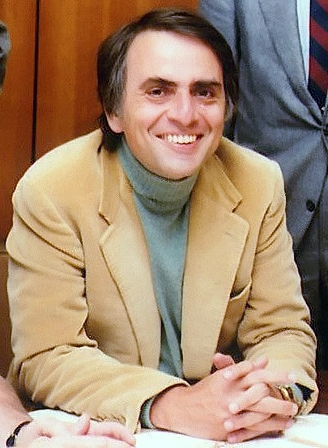
Carl Sagan.

- 1934: Carl Sagan, astrónomo estadounidense (f. 1996).
- 1935: Bob Gibson, beisbolista estadounidense (f. 2020).
- 1935: Jorge Bonino, arquitecto, actor, humorista y artista conceptual argentino (f. 1990).
- 1936: Luís Blanco Vila, periodista y escritor español (f. 2023).
- 1936: Daniel Robert Graham, político estadounidense.
- 1936: Roberto Guzmán, actor mexicano (f. 2002).
- 1936: Eduardo Punset, político, escritor, economista y divulgador científico español (f. 2019).
- 1936: Mijaíl Tal, ajedrecista letón (f. 1992).
- 1936: Mary Travers, cantante estadounidense de la banda de Peter, Paul and Mary (f. 2009).
- 1936: Emilio Ybarra, banquero español (f. 2019).
- 1937: Gilda Lousek, actriz argentina (f. 1998).
- 1937: Roger McGough, poeta británico.
- 1937: Maricarmen Vela, actriz española.
- 1938: Bernard Tramont, piloto de rallys francés (f. 1997).
- 1939: Marco Bellocchio, cineasta italiano.
- 1939: Alfonso Cabeza, médico y presidente del Atlético de Madrid.
- 1941: Tom Fogerty, músico estadounidense de la banda Creedence (f. 1990).
- 1943: Horacio Pagani, periodista deportivo argentino.
- 1944: Phil May, cantante británico de la banda The Pretty Things.
- 1945: Charles Robinson, actor estadounidense.
- 1946: Benny Mardones, cantautor estadounidense.
- 1946: Gustavo Corredor, pintor, escritor, actor de cine y televisión colombiano.
- 1946: Carlos Torres Vila, cantante y compositor argentino (f. 2010).
- 1946: Marina Warner, escritora británica.
- 1947: Robert David Hall, actor estadounidense.
- 1948: Bille August, cineasta danés.
- 1948: Caloi, dibujante e historietista argentino (f. 2012).

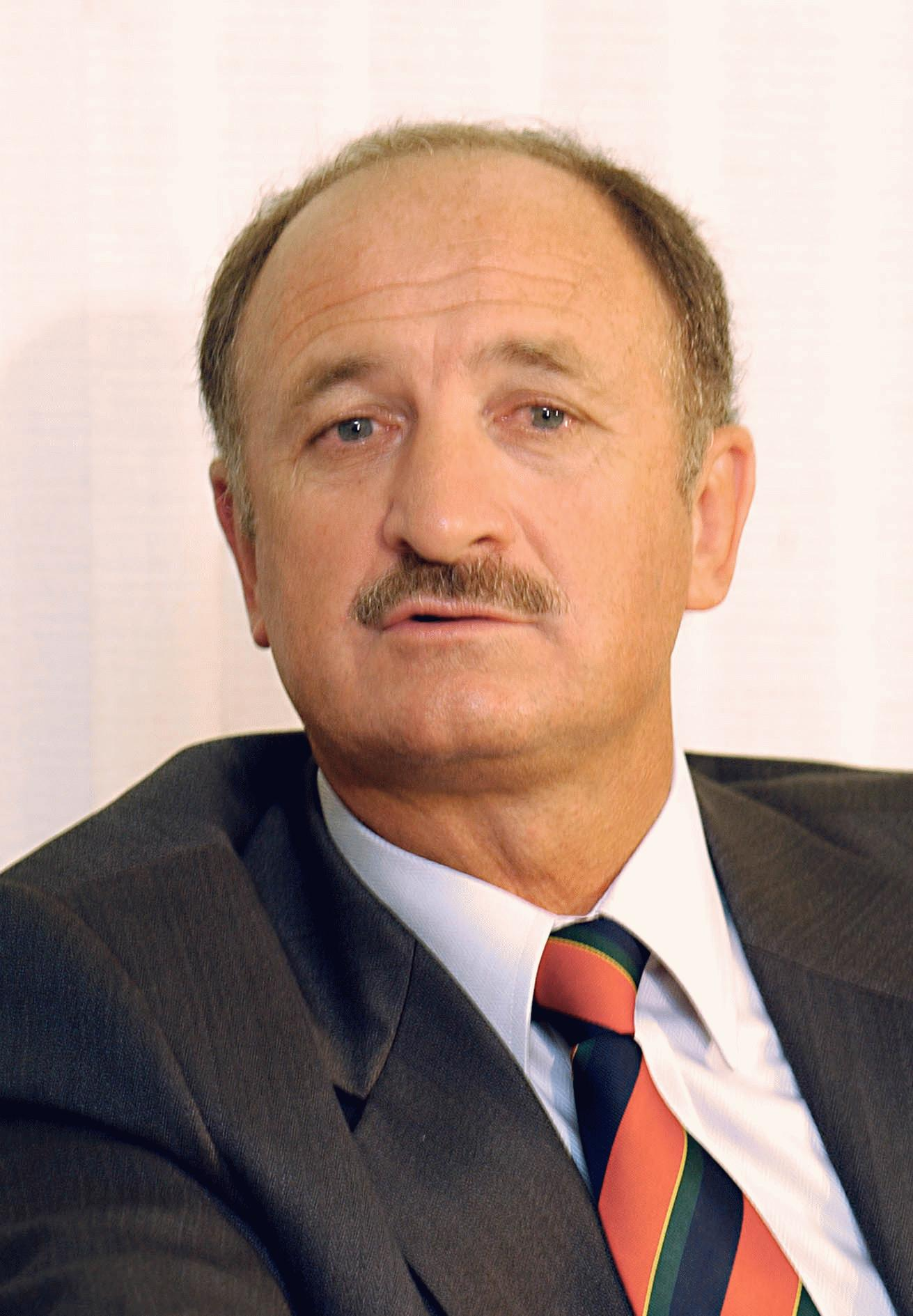
Luiz Felipe Scolari.

- 1948: Luiz Felipe Scolari, entrenador de fútbol brasileño.
- 1951: Lou Ferrigno, fisicoculturista y actor estadounidense (El Increíble Hulk).
- 1951: Eduardo Maicas, historietista, humorista gráfico y guionista argentino.
- 1952: Jack Szostak, bioquímico británico, Premio Nobel de Fisiología o Medicina en 2009.
- 1953: José Luis Luege Tamargo, político mexicano.
- 1954: José Amorín Batlle, senador uruguayo.
- 1954: Genaro Celayeta, futbolista español (f. 2008).
- 1954: Bernard Mitton, tenista sudafricano.
- 1954: Dennis Stratton, guitarrista británico de la banda Iron Maiden.
- 1955: Karen Dotrice, actriz británica.
- 1955: Rosario Fernández Figueroa, política peruana.
- 1955: Francisco Jódar, político español.
- 1955: Fernando Meirelles, cineasta brasileño.

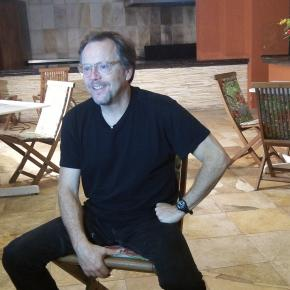
Fernando Meirelles.

- 1956: Radamel García, fue un futbolista colombiano que jugó en la posición de defensor central. (f. 2019).
- 1957: Magalvi Estaba, política venezolana.
- 1959: El Negro García López, músico y guitarrista de rock argentino (f. 2014).
- 1959: Nick Hamilton, árbitro estadounidense de lucha profesional.
- 1959: Sito Pons, piloto de motociclismo español.
- 1959: Thomas Quasthoff, cantante alemán.
- 1960: Andreas Brehme, futbolista alemán.
- 1960: David Robinson, biólogo y escritor panameño.
- 1960: Fernando Gaitán, productor de telenovelas y guionista colombiano (f. 2019).
- 1960: Joëlle Ursull, cantante guadalupense.
- 1961: Enrique Hrabina, futbolista argentino.
- 1961: Clota Lanzetta, empresario, artista y cantante argentino (f. 2001).
- 1962: Sergio Batista, futbolista argentino.
- 1962: Teryl Rothery, actriz canadiense.
- 1964: Robert Duncan McNeill, actor y director de televisión estadounidense.
- 1965: Emilio Silva, cofundador de la Asociación para la Recuperación de la Memoria Histórica.
- 1965: Gilberto Sojo, político venezolano.
- 1965: Bryn Terfel, barítono galés.

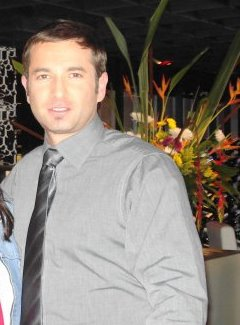
Luis Mesa.

- 1968: Luis Mesa, actor colombiano.
- 1969: Sandy Denton, cantante estadounidense de la banda Salt-N-Pepa.
- 1969: Allison Wolfe, cantautora de punk rock de la banda Bratmobile.
- 1970: María Isabel Henao, actriz de televisión y comunicadora social colombiana.
- 1970: Chris Jericho, luchador profesional canadiense.
- 1970: Luis Lobo, tenista argentino.
- 1970: Susan Tedeschi, cantante estadounidense de blues.
- 1970: Brad Jordan "Scarface", rapero estadounidense.
- 1971: Big Pun, rapero puertorriqueño (f. 2000).
- 1971: Lady Noriega,  actriz, cantante y modelo colombiana.
- 1972: Eric Dane, actor estadounidense.
- 1972: Florentino Fernández, showman español.
- 1972: Corin Tucker, músico estadounidense de la banda Sleater-Kinney.
- 1973: Alyson Court, actriz canadiense.
- 1973: Belén Esteban, colaboradora de televisión española.
- 1973: Nick Lachey, cantante estadounidense.
- 1973: Zisis Vryzas, futbolista griego.

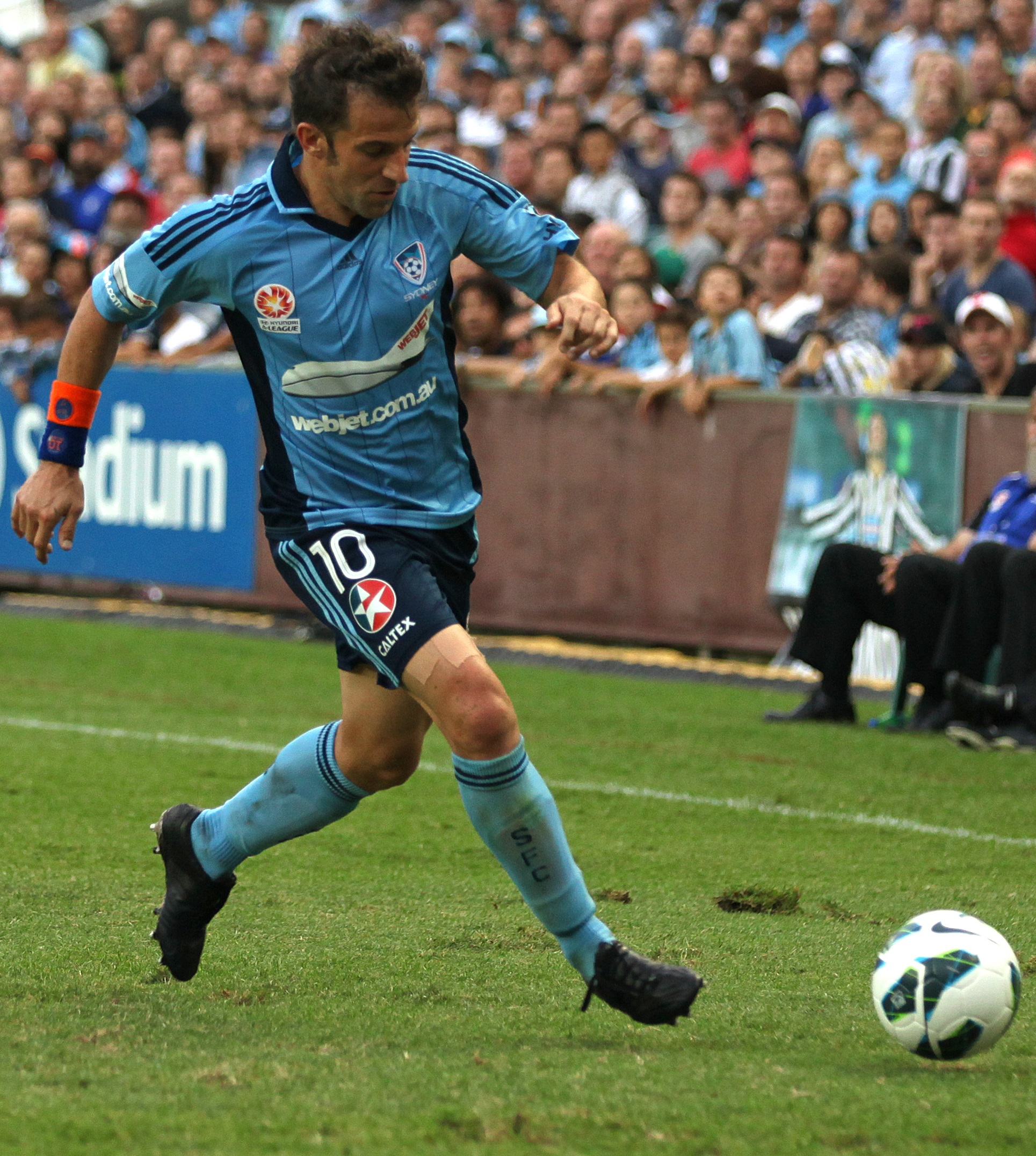
Alessandro Del Piero.

- 1974: Alessandro Del Piero, futbolista italiano.
- 1974: Giovanna Mezzogiorno, actriz italiana.
- 1974: Verónica Butler (Verónica Valenzuela Cordero), escritora española.
- 1974: Joe C., rapero estadounidense (f. 2000).

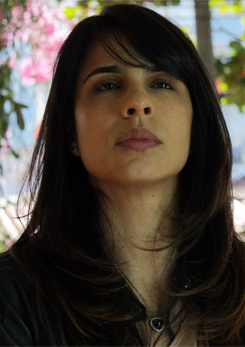
Maria Ribeiro.

- 1975: Maria Ribeiro, actriz brasileña.
- 1976: José Chatruc, futbolista argentino.
- 1976: Sheek Louch, rapero estadounidense.
- 1976: Gabriela Zamora, actriz mexicana.
- 1977: Omar Trujillo, futbolista mexicano.
- 1978: Steven López, taekwondista estadounidense.
- 1978: Sisqó, cantante estadounidense de la banda Dru Hill.
- 1979: Adam Dunn, beisbolista estadounidense.
- 1979: Aitor Galdós, ciclista español.
- 1980: Martín Ligüera, futbolista uruguayo.
- 1980: Vanessa Minnillo, presentadora filipina de televisión.
- 1980: Santiago Silva, futbolista uruguayo.
- 1980: Óscar Vallejo, actor, guitarrista y cantautor mexicano.
- 1981: David Guapo, humorista español.
- 1981: Jobi McAnuff, futbolista jamaicano.
- 1981: Mart Ojavee, ciclista estonio.
- 1982: Pablo Bastianini, futbolista argentino.
- 1982: Boaz Myhill, futbolista galés.
- 1982: Arantxa Parra, tenista española.
- 1984: Delta Goodrem, cantante y actriz australiana.
- 1984: French Montana, cantante marroquí.
- 1984: Roldán Rodríguez, piloto español de Serie GP2.
- 1985: Rosario Ortega, cantante argentina.
- 1986: Prince Tagoe, futbolista ghanés.
- 1988: Nikki Blonsky, actriz estadounidense.
- 1989: Marcus Daniell, tenista neozelandés.
- 1989: Billy Howle, actor británico.
- 1990: Romain Bardet, ciclista francés.
- 1990: Nosa Igiebor, futbolista nigeriano.
- 1991: María Grazia Gamarra, actriz y cantante peruana.
- 1991: Ahmed Malallah, futbolista emiratí.
- 1992: Noriyoshi Sakai, futbolista japonés.
- 1992: Taissia Shanti, actriz pornográfica rusa.
- 1993: Halil Akbunar, futbolista turco.
- 1994: MNEK, cantante británico.
- 1994: Erick Mejía, beisbolista dominicano.
- 1994: Jordan Bolger, actor y director de cine británico.
- 1994: Saúl García, futbolista español.
- 1995: Finn Cole, actor británico.
- 1995: Oghenekaro Etebo, futbolista nigeriano.
- 1996: Momo, cantante y bailarina japonesa, integrante del grupo Twice.
- 1996: Agustín Palavecino, futbolista argentino.
- 1997: Florian Bohnert, futbolista luxemburgués.
- 1997: Matías Viña, futbolista uruguayo.
- 1998: Santiago Bueno, futbolista uruguayo.
- 1998: Francisco Tinaglini, futbolista uruguayo.
- 1998: Lorenzo Ferro, actor y cantante argentino.
- 1999: Karol Sevilla, actriz y cantante mexicana.
- 1999: Ana Maria Marković, futbolista croata.
- 1999: Juan Manuel Boselli, futbolista uruguayo.
- 2000: Manuela Vanegas, futbolista colombiana.
- 2000: Fabiano Parisi, futbolista italiano.
- 2000: Valentin Antov, futbolista búlgaro.
- 2000: André Raymond, futbolista trinitense.
- 2002: Jorge Delgado Caballero, futbolista español.
- 2004: Norman Bassette, futbolista belga.

## Fallecimientos
- 959: Constantino VII, emperador bizantino (n. 905).

Song Gaozong.

- 1187: Song Gaozong, emperador chino (n. 1107).
- 1208: Sancha de Castilla, reina consorte de Aragón (n. 1151).
- 1453: Ulrico II de Celje, aristócrata húngaro (n. 1406).
- 1504: Federico I, rey napolitano (n. 1452).
- 1610: George Somers, corsario inglés y fundador de Bermudas (n. 1554).
- 1623: William Camden, historiador inglés (n. 1551).
- 1641: Fernando de Austria, aristócrata y cardenal español (n. 1610).
- 1677: Aert van der Neer, pintor neerlandés (n. 1603).
- 1699: Hortensia Mancini, amante del rey Carlos II de Inglaterra (n. 1646).
- 1766: Unico Wilhelm van Wassenaer, diplomático y compositor neerlandés (n. 1692).
- 1778: Giovanni Battista Piranesi, grabador italiano (n. 1720).
- 1782: Anna Dorothea Therbusch, pintora prusiana (n. 1721).
- 1790: Juan Ramos de Lora, religioso español (n. 1722).
- 1801: Carl Stamitz, compositor germano-checo (n. 1745).
- 1823: Rafael García Goyena, escritor, poeta y jurista ecuatoriano (n. 1766).
- 1836: Juan Nicolás Böhl de Faber, hispanista alemán (n. 1770).
- 1848: Robert Blum, político alemán (n. 1807).
- 1853: Manuel Varela Limia, militar español (n. 1796).
- 1863: Rafael Arístegui y Vélez, militar español (n. 1794).
- 1881: Edwin Drake, petrolero estadounidense (n. 1819).
- 1888: Mary Jane Kelly, prostituta británica, quinta víctima de Jack el Destripador (n. 1863).
- 1911: Howard Pyle, escritor e ilustrador estadounidense (n. 1853).

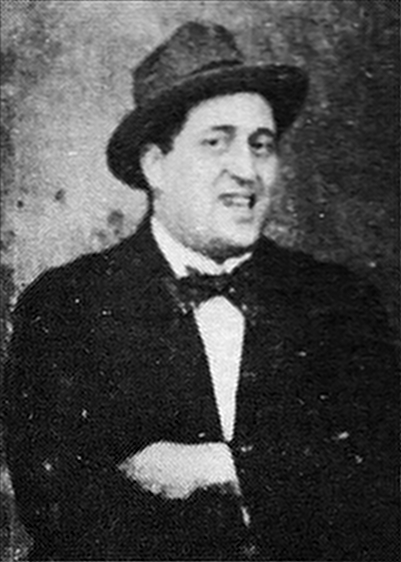
Guillaume Apollinaire en 1914.

- 1918: Guillaume Apollinaire, escritor francés (n. 1880).
- 1920: Nectario de Egina, obispo turco (n. 1846).
- 1921: José Villegas Cordero, pintor español (n. 1844).
- 1924: Henry Cabot Lodge, senador estadounidense (n. 1850).
- 1932: Basil Spalding de Garmendia, tenista estadounidense (n. 1860).
- 1937: Ramsay MacDonald, político escocés, primer ministro del Reino Unido (n. 1866).
- 1938: Vasili Blücher, comandante militar soviético (n. 1889).
- 1938: Ernst vom Rath, diplomático alemán (n. 1909).
- 1940: Neville Chamberlain, primer ministro británico (n. 1869).
- 1940: Julián Zugazagoitia, político español (n. 1899).
- 1942: Edna May Oliver, actriz estadounidense (n. 1883).
- 1943: Borís Vladímirovich Románov, aristócrata ruso (n. 1877).
- 1944: Ignacio Bolívar, naturalista y entomólogo español (n. 1850).
- 1944: Frank Marshall, ajedrecista estadounidense (n. 1877).
- 1946: Salvador Mazza, médico argentino (n. 1886).
- 1947: Mariano Benlliure, escultor español (n. 1862).
- 1948: Edgar Kennedy, actor estadounidense (n. 1890).
- 1951: José Pareja Yébenes, médico y político español (n. 1888).
- 1952: Harold Innis, economista canadiense (n. 1894).
- 1952: Chaim Weizmann, estadista israelí (n. 1874).
- 1953: Ibn Saud, rey saudí (n. 1880).
- 1953: Dylan Thomas, escritor británico (n. 1914).
- 1959: Ramón Cabanillas, escritor español en idioma gallego (n. 1876).
- 1961: Carmelo Robledo, boxeador argentino (n. 1912).
- 1964: Cecília Meireles, escritora brasileña (n. 1901).
- 1965: Eduardo Abela, pintor cubano (n. 1889).
- 1967: Charles Bickford, actor estadounidense (n. 1891).
- 1968: Jan Johansson, pianista y compositor sueco (n. 1931).
- 1968: Antonio Porchia, poeta italo-argentino (n. 1885).
- 1970: Charles de Gaulle, militar y estadista francés (n. 1890).

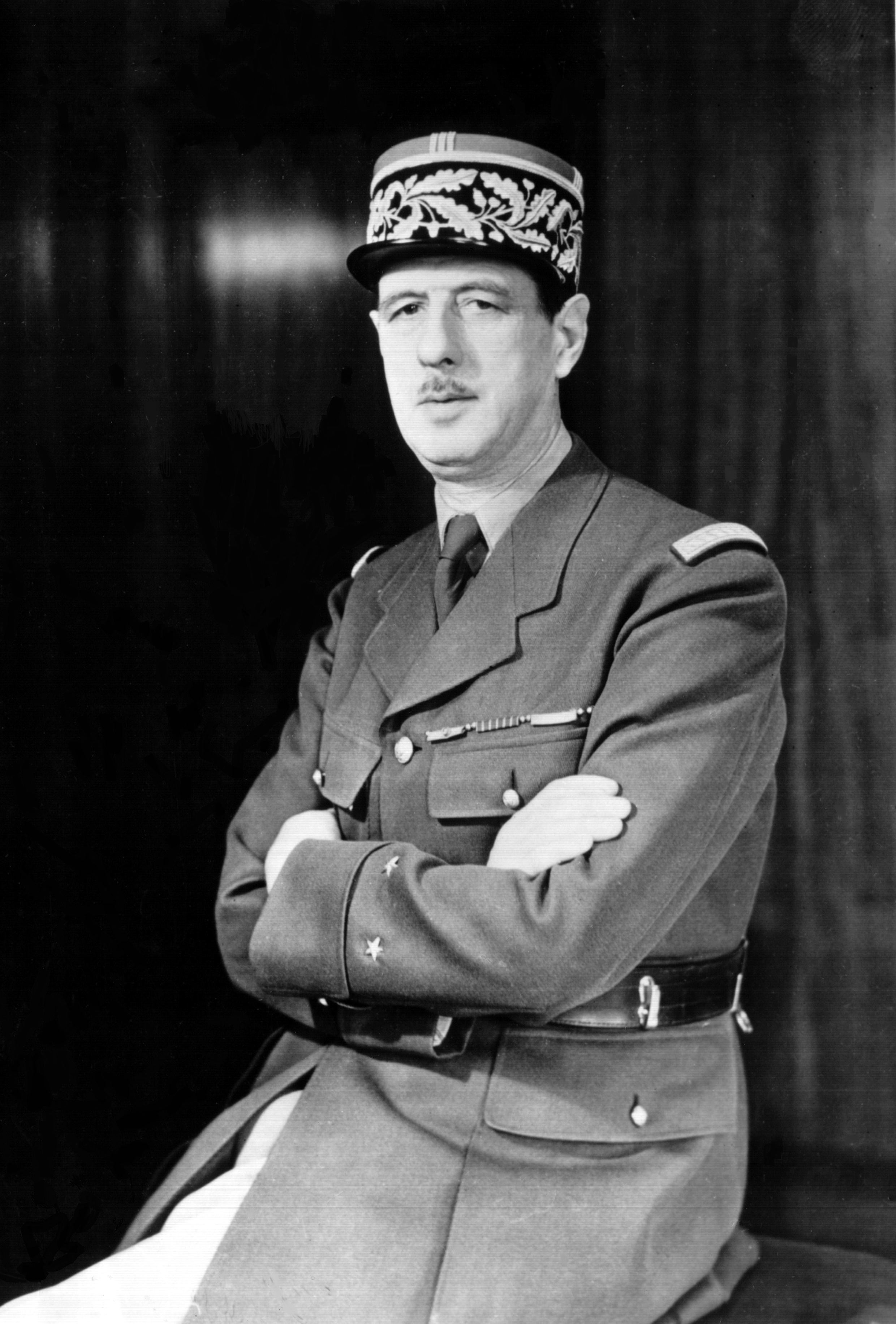
Charles de Gaulle

- 1971: Maude Fealy, actriz estadounidense (n. 1883).
- 1975: Ignacio Anaya García, cocinero mexicano creador de los nachos (n. 1895).
- 1976: Emilio Jimeno Gil, científico español (n. 1886).
- 1976: Gottfried von Cramm, tenista alemán (n. 1909).
- 1985: Marie-Georges Pascal, actriz francesa (n. 1946).
- 1991: Yves Montand, actor y cantante francés (n. 1921).
- 1997: Helenio Herrera, futbolista y entrenador argentino (n. 1910).
- 1998: Jesús Alviz, novelista y dramaturgo español (n. 1946).
- 1999: Mabel King, actriz estadounidense (n. 1932).
- 1999: Wolf Ruvinskis, actor, luchador, mago, arquero y empresario mexicano de origen letón (n. 1921).
- 2000: Antonio Alcalde Molinero, dibujante y pintor español (n. 1906).
- 2000: Roberto Galán, presentador de televisión argentino (n. 1917).
- 2000: Eric Morley, empresario británico, fundador del concurso Miss Mundo (n. 1918).
- 2001: Gary Fuentes, cantante argentino (n. 1962).
- 2001: Giovanni Leone, político italiano (n. 1908).
- 2002: Amaro Flores Sienra, rematador, docente, escritor y periodista uruguayo (n. 1928).
- 2002: Eusebio Tejera, futbolista uruguayo (n. 1922).
- 2003: Art Carney, actor estadounidense (n. 1918).
- 2003: Gordon Onslow Ford, pintor británico (n. 1912).
- 2003: Mario Merz, artista italiano (n. 1925).
- 2004: Pola Alonso, actriz argentina (n. 1923).
- 2004: Iris Chang, escritora y periodista estadounidense de origen chino (n. 1968).

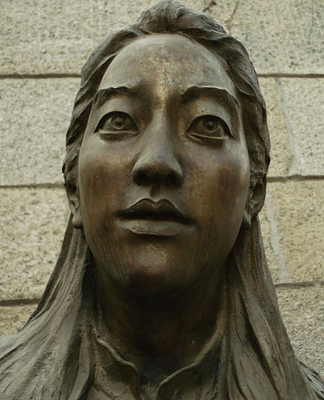
Iris Chang.

- 2004: Eugenio Domingo Solans, economista español (n. 1945).
- 2004: Stieg Larsson, escritor sueco  (n. 1954).
- 2005: Kocheril Raman Narayanan, político indio, presidente de la India entre 1997 y 2002 (n. 1920).
- 2006: Ed Bradley, periodista estadounidense (n. 1941).
- 2006: Marian Marsh, actriz estadounidense (n. 1913).
- 2006: Markus Wolf, espía alemán (n. 1923).
- 2007: Candiota (Miguel García), trovador español (n. 1936).
- 2007: Luis Herrera Campíns, político venezolano, presidente de Venezuela entre 1979 y 1984 (n. 1925).
- 2007: José Moreno, actor español (n. 1933).
- 2008: Miriam Makeba, Mamá África, cantante y activista sudafricana por los derechos humanos (n. 1932).[5]
- 2009: José Barragán Rodríguez, escultor español (n. 1914).
- 2010: Ektor Kaknavatos, poeta y ensayista griego (n. 1920).[6]
- 2011: Carl Nyrén, arquitecto sueco (n. 1917).
- 2011: Har Gobind Khorana, bioquímico estadounidense, Premio Nobel de Fisiología o Medicina en 1968 (n. 1922).
- 2012: Iurie Darie, actor rumano (n. 1929).
- 2014: Juan Antonio Flores Santana, arzobispo dominicano (n. 1927).
- 2016: La Veneno, vedette, cantante y actriz española (n. 1964).
- 2022: Gal Costa, cantante brasileña (n. 1945).
- 2022: Kiril Stremousov, político ucraniano (n. 1976).
- 2023: Luis Guillermo Lumbreras, arqueólogo y antropólogo peruano (n. 1936).
- 2024: Bobby Allison, piloto de automóvil estadounidense (n. 1937).
- 2024: Ram Narayan, músico indio (n. 1927).

## Celebraciones
- Día Mundial de la Adopción.[7] En homenaje a un acto legal que permite ofrecer a niños y jóvenes una familia y un hogar que les proporcione protección y cariño, cuando no existe una familia biológica que pueda hacerlo por distintas circunstancias. Para crear conciencia y sensibilizar a la población mundial acerca de la importancia de la adopción, así como obtener los fondos necesarios para ayudar a las familias que atraviesan por este proceso jurídico.

- Día Internacional contra el Fascismo y el Antisemitismo. En recuerdo de la Noche de los cristales rotos.

- Día del Inventor. Fecha elegida en honor de Hedy Lamarr.

- Día de Carl Sagan. Fue un astrónomo, astrofísico y divulgador científico estadounidense, defensor de la exploración espacial y popularizó la idea de que "somos polvo de estrellas". Algunos de sus libros famosos son: Cosmos, Contacto, Los dragones del Edén, El cerebro de Broca y El mundo y sus demonios.

- Día Internacional de los Récords Mundiales Guinness.

 Por países
(Por orden alfabético)
- Alemania:
  - Schicksalstag (Día del Destino).
  -  República Democrática Alemana y  Alemania Occidental: 
    - Caída del Muro de Berlín en 1989. Construido en 1945 después del fin de la Segunda Guerra Mundial, separaba las dos Alemanias, la capitalista y la socialista.[8]

- Argentina:
  - Día Nacional de la Animación Argentina.[9]
  - Día Nacional del Maestro Rural.[10]
  - Día Nacional del Donante Voluntario de Sangre.[11] En conmemoración de la fecha de 1914 en la que el médico e investigador Luis Agote realizó la primera transfusión en el país.
    -  Misiones: 
      - Aniversario de Mártires.[12]
Fundación: 9 de noviembre de 1929 (95 años)

- Azerbaiyán:
  - Fiesta de la Bandera Nacional.[13]

- Estados Unidos:
  - Día de Carl Sagan.
  - Día Nacional de Luisiana.
  - Día de la Libertad Mundial. Declarado por el presidente George W. Bush en el año 2001, conmemora la caída del Muro de Berlín y el fin de la Guerra Fría.
  - Día Nacional del Sándwich de Pollo Frito.
(en inglés: National Fried Chicken Sandwich Day).
  - Día del Scrapple.
(en inglés: National Scrapple Day).
  - Día del Pudín Británico.
(en inglés: British Pudding Day).

### Santoral católico

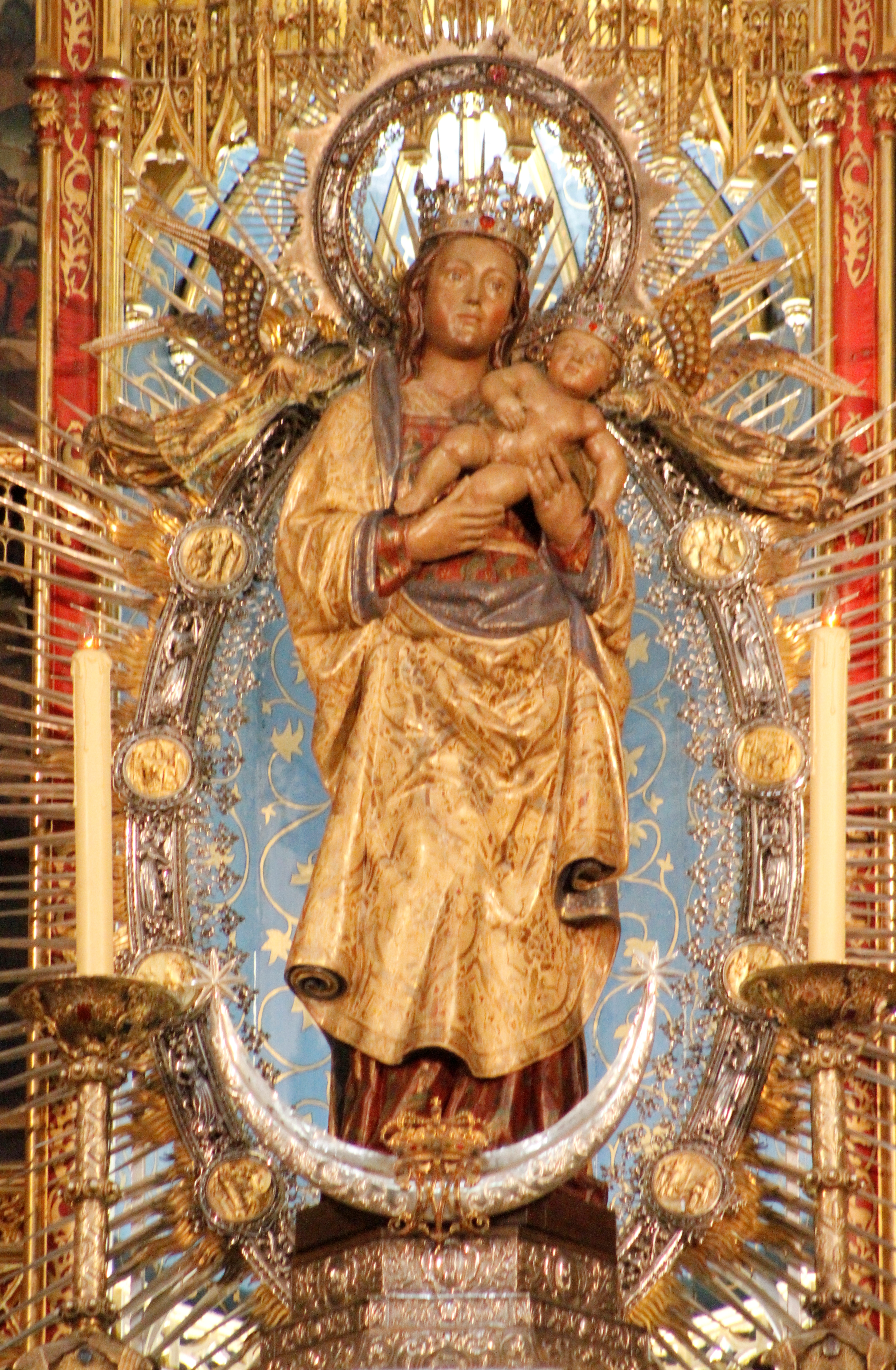
Virgen de la Almudena.

- Virgen de la Almudena (imagen ilustrativa).
- Dedicación de la Basílica de Letrán.
- San Agripino de Nápoles.
- Santa Eustolia de Constantinopla.
- Santa Isabel de la Santísima Trinidad Catez, patrona de los enfermos y de los huérfanos.
- San Jorge de Lodève.
- San Monaldo de Istria.
- San Orestes de Capadocia.
- San Rafael de San José.
- Santa Sopatra de Constantinopla.
- San Ursino de Bourges.
- San Vitón de Verdún.
- Beata Carmen del Niño Jesús.
- Beato Enrique Hlebowicz.
- Beato Gracia de Cáttaro.
- Beato Jorge Napper.
- Beata Juana de Signa.
- Beato Luis Beltrame Quattrocchi.

 Por países
(Por orden alfabético)
- España:
  - Fiestas de la Almudena, patrona de Madrid.[14]
  - Balaguer: Festa Major.